# Helena Wołoszanka
Helena Stefanowna Wołoszanka ros. Елена Стефановна (Волошанка), Helena Mołdawka (Żydówka) (ur. około 1464–1466, zm. 18 stycznia 1505 w Moskwie) – mołdawska księżna, córka Stefana III Wielkiego z dynastii Muszatowiczów, żona Iwana Młodszego, matka Dymitra Iwanowicza.

## Życiorys

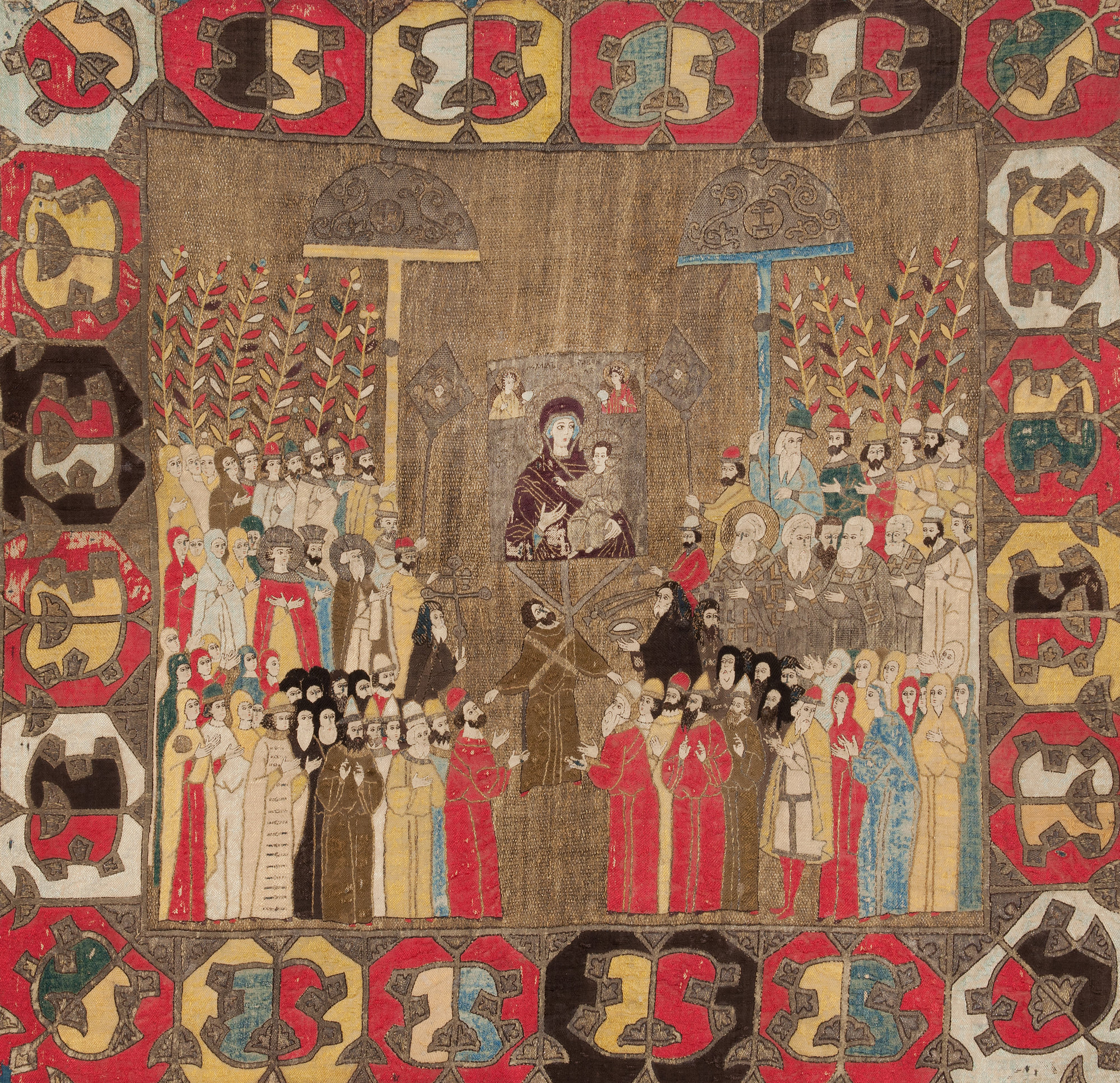
Pielena Heleny Wołoszanki

Jej imię zapisywano w latopisach jako Jelena, Olena bądź Elena. Jej rodzice: hospodar mołdawski Stefan III Wielki i Ewdokia (prawnuczka Włodzimierza Olgierdowicza, brata Władysława Jagiełły) pobrali się w 5 lipca 1463 roku. Oboje rodzice mieli przodków z dynastii Giedyminowiczów. Dwór Stefana III przebywał wówczas w Suczawie, więc prawdopodobnie tam się urodziła. Jej dokładna data urodzenia nie jest znana. Negocjacje w sprawie jej małżeństwa z Iwanem Młodszym prowadzono od 1479 lub 1480 roku do 1482 roku. Moskiewscy ambasadorzy i grupa bojarów przyjechali do Suczawy prosić o rękę Heleny; po uzyskaniu zgody zorganizowano huczne uroczystości. Jej podróż do Moskwy przebiegała przez Polskę, gdzie została ugoszczona przez króla Kazimierza IV Jagiellończyka, który był jej bliskim krewnym. Dotarła do Moskwy w grudniu 1482 roku. Poślubiła Iwana Młodszego, także jej bliskiego krewnego, 6 stycznia 1483 roku (według innego źródła ślub nastąpił w 1482 roku; data ślubu 6 stycznia 1483 pojawia się w dziele Józefa Wolffa pt. Kniaziowie litewsko-ruscy od końca czternastego wieku, który opierał się na danych Nikołaja Karamzina z pracy Historya państwa rosyjskiego; datę tę podważył Feliks Koneczny w oparciu o ustalenia z latopisów). Po ślubie była tytułowana księżną Tweru i nazywana Wołoszanką, od jej pochodzenia z Wołoszczyzny. 
10 października 1483 roku urodził im się syn Dymitr (zwany także Dimitrij Joannowicz; według innych źródeł urodził się w 1485 roku, w 1482 albo w 1484 roku). Dzięki jego narodzinom zstępni Zofii Paleolog zostali teoretycznie odsunięci od sukcesji na tron moskiewski. Nie wiadomo, dlaczego narodziny Dymitra mogły zaniepokoić Zofię, skoro jej syn dziedziczyłby tron i tak po śmierci Iwana Młodszego. Książę Iwan Młodszy zmarł nagle 8 marca 1490 roku w wieku 32 lat. Po jego śmierci znów pojawiła się kwestia pretendentów do tronu, gdyż Iwan III Srogi miał syna pierworodnego z małżeństwa z Zofią Paleolog, Wasyla. Zofia była katoliczką, a Helena była wyznania prawosławnego i dążyła do autokefalii Rosyjskiego Kościoła Prawosławnego i chciała także nawiązać kontakty z Serbią. Była pół-Rosjanką i otaczała się rosyjskimi bojarami, przez co zyskała ich względy. Helena i Dymitr mieli rzekomo sprzyjać stronnictwu bojarskiemu, co nie znajduje jednak potwierdzenia w źródłach, mogli także sprzyjać stronnictwu twerskiemu.   
Ostatecznie stronnictwo Heleny zyskało przewagę i 4 stycznia 1498 roku  jej syn został koronowany przez jego dziadka Iwana III na wielkiego księcia w Soborze Wniebowstąpienia Pańskiego, który uczynił go de facto współrządcą, gdyż nie abdykował. Po raz pierwszy podczas jego koronacji wykorzystano regalia pochodzące z tzw. darów Monomacha, tj. barmy i czapkę Monomacha. Koronacja Dymitra na cara była spowodowana popadnięciem Zofii i Wasyla w niełaskę, która trwała od pierwszej połowy 1947 roku do 21 marca 1499 roku, kiedy to Iwan III utytułował Wasyla wielkim księciem Nowogrodu i Pskowa.  Niełaska ta mogła być spowodowana wpływami heretyków na dworze, którym sprzyjała Helena (zaliczano ją do zwolenników herezji judaizantów – żidowstwujuszczich, herezji nowogrodzkiej), a późniejsze utytułowanie Wasyla było wymierzone przeciwko heretykom nowogrodzkim. Według innej teorii Iwan III podejrzewał, że Zofia i jej syn Wasyl nastawali na życie Dymitra, przez co odsunął ich od siebie w 1498 roku. Latopis Nikonowski (zob. Powieść minionych lat) podaje, że Wasyl miał być nakłoniony do zamachu na przyrodniego bratanka Dymitra. Z nieznanych przyczyn Zofia została przywrócona do łask.   
Zofia Paleolog jednak pragnęła, aby jej syn został dziedzicem tronu i przedsięwzięła ku temu odpowiednie kroki. Zdaniem badacza Ustriałowa mogła ona być zamieszana w uwięzienie Dymitra. 11 kwietnia 1502 roku Iwan III uznał, że Dymitr i jego matka popadli w niełaskę i tego dnia zostali uwięzieni. Niełaska, która spadła zaś na Helenę i Dymitra zdaniem L.W. Czeriepnina była spowodowana niechęcią Stefana III do wystąpienia razem z Iwanem III przeciw Litwie na skutek układu zawartego z Aleksandrem Jagiellończykiem w 1499 roku. Stefan III Wielki wysłał ambasadorów, aby dowiedzieć się, dlaczego jego córka i wnuk zostali uwięzieni; w 1503 roku otrzymał odpowiedź od Iwana III: on i jego matka denerwowali mnie. W odwecie Stefan III zatrzymał dwóch moskiewskich posłów, który wracali z Wenecji do Moskwy. Helena pozostawała z synem w zamknięciu do śmierci; nie przebywała w formalnym więzieniu, lecz pod więziennym dozorem.  
Helena zmarła w uwięzieniu 18 stycznia 1505 roku, została pochowania w Monasterze Wniebowzięcia. Jej syn Dymitr zmarł 14 lutego 1509 roku. Andriej Kurbski w Historii Iwana Groźnego z 1573 roku pisał, że Dymitr został uduszony w ciemnicy za sprawą Zofii i Iwana III. Zofia Paleolog była obwiniana o śmierć Heleny, a także była posądzana o zamiar otrucia Heleny i Dymitra, ale zdaniem badaczy prawdziwe motywy działań Iwana nie zostały do dziś poznane. Można domniemywać, że Zofia reprezentowała w Moskwie stronnictwo antywołoskie i pozostawała w opozycji do Heleny Wołoszanki. Iwan III po usunięciu Dymitra zniósł prawo primogenitury. 
Z inicjatywy Heleny powstała wyszywana tkanina przedstawiająca Zofię Paleolog z córkami i synową podczas obchodów święta Niedzieli Palmowej. Owa pielena pochodzi z 1498 roku i należy do kolekcji Państwowego Muzeum Historycznego w Moskwie. Przedstawia procesję w Niedzielę Palmową, na środku widoczna jest ikona Matki Boskiej, którą otaczają duchowni. Tkanina zdaniem N.A. Majasowej wyraża triumf Dymitra i Heleny. 